# ホンダ・シビックハイブリッド
シビック ハイブリッド（CIVIC HYBRID）は、本田技研工業がかつて生産・販売していたセダン型のハイブリッドカーである。

## 概要
初代は3代目シビックフェリオ（シビック全体としては7代目）、2代目は8代目シビックをベースにしたガソリンと電気モーターのハイブリッドカーである。初代はインサイトに搭載した独自のハイブリッドシステム「Honda IMA（インテグレーテッド・モーター・アシスト）システム」を高効率化させた「新Honda IMAシステム」を搭載し、2代目はその発展版である「3ステージi-VTEC + IMA」を搭載している。

## 初代 ES9型（2001-2005年）
発売に先駆け、2001年の第35回東京モーターショーに市販予定車として参考出品された。
2001年12月14日に発売が開始された。ベースとなるシビックフェリオとの駆動システム以外の違いは、10mm低い車高、黒檀調のセンターパネル、専用アルミホイール、トランクリッドエアスタビライザー、空気整流用のアンダーパネル、リアシート後方の室内吸気口（走行用バッテリーを空冷し、トランク内部に廃熱する）、革装のステアリングホイールとシフトノブや左右側面方向指示器下部の「hybrid」エンブレム（日本版は後期型のみ、欧州版では「IMA」エンブレム）などである。
2002年10月17日に1回目のマイナーチェンジを受け、ハーフシェイド・フロントウインドウやハイグレードキー採用の電波式キーレスエントリーシステムに、アンサーバック機能が付加された。またAM/FMチューナー付CDプレーヤー（時計機能付）+4スピーカーを標準装備した。シート地もモケットからトリコットに変更して質感を向上させた。
2003年6月12日カリフォルニア大気資源局（CARB）よりAT-PZEV（Advanced Technology - Partial Credit Zero Emission Vehicle：ゼロ排出ガス車として部分換算される先進技術搭載車）の認定を取得した。
2003年9月18日の2回目のマイナーチェンジでは、新デザインのヘッドライト形状とフロント/リアバンパー、サイドシルガーニッシュを装着し、スタイリングを一新するとともに、運転席アームレスト、木目調センターパネルおよびドアライニングの採用で内装の質感を向上させた。
セキュリティ面ではイモビライザーを標準装備し、防盗性を向上した。また、6.5インチのタッチパネルモニターやHDDを採用した、Honda初のオーディオ一体型HDDナビゲーションシステム（音声認識機能、インターナビ・プレミアムクラブ対応）をメーカーオプション設定した。
2005年7月に生産終了。在庫対応分のみの販売となる。
2005年8月に在庫対応分がすべて完売し販売終了。

## 2代目 FD3型（2005年-2010年）
2005年9月22日に8代目シビックと同時に発表、日本では同年11月22日より発売された。基本的なハイブリッドシステムは初代と共通であるがバッテリ、モーター、エンジンともに性能面で改良された。
グレードは標準の「MX」及びベーシックグレードの「MXB」の2本立てで発売したが、2006年9月には上級グレードの「MXST」を追加している。
エンジンは従来通りLDA型であるが、3ステージi-VTECを採用したことで、これまでのアイドリングストップに加えてモーターのみの走行モード（一定条件時）が新たに加わった。エンジン走行も高負荷時に高速バルブタイミングへ切り替えることによって、最高出力は70kW（95PS）/6,000rpmへ向上した。初代の燃焼制御はリーンバーンであったが、理論空燃比での燃焼へと変更され、平成17年排出ガス基準50%低減レベルから、同75%低減レベルへと一層クリーン化された。
搭載されているエアコン用コンプレッサは、ベルト駆動と電動（専用インバータ方式）を両用するハイブリッド形式に変更され、オートアイドリングストップ（AIS）時でもオートエアコンを動作させる事ができるようになった。
安全装備面ではVSA（アンチロックブレーキ等の複合システム）を標準装備するほか、ミリ波レーダー（フロントの「H」マーク内部に装備）を活用したACCと呼ばれる車速/車間制御機能を備えたクルーズコントロール機構と、同じくミリ波レーダー利用の追突軽減ブレーキ、そして追突の危険性をシートベルトの断続的引き込みで知らせるとともに追突回避困難が自動判断されたときにシートベルトを強く引き込んで乗員の拘束効果を高めるE-プリテンショナー（運転席/助手席）をオプション装備できる。
2005年11月、第26回日本カー・オブ・ザ・イヤーの特別賞「モースト・アドバンスド・テクノロジー」をシビックとともに獲得したほか、2006年次RJCカー・オブ・ザ・イヤーの「RJCテクノロジー・オブ・ザ・イヤー」を受賞した。
2008年9月4日にマイナーチェンジを受け、リアランプをLED風にするなど外観がよりスポーティーに変更され、装備が充実された。メーカーオプションのカーナビ「インターナビ」にはワンセグTV受信機能が追加された。
2008年以降発売された地球環境を意識した車両を、ホンダでは「Honda Green Machine」と称しているが、新型インサイト（グリーンマシーン001号）の登場に合わせ、シビック ハイブリッドも「グリーンマシーン002号」と命名された。
公式サイトにおいて、2010年12月末に国内向けモデルの生産を終了することが告知され、これにより国内向けシビックの商標は2017年9月にFC/FK型が発売されるまで8代38年の歴史に一旦幕を閉じることとなった。なお、輸出用の生産は鈴鹿製作所（三重県鈴鹿市）にて継続される。

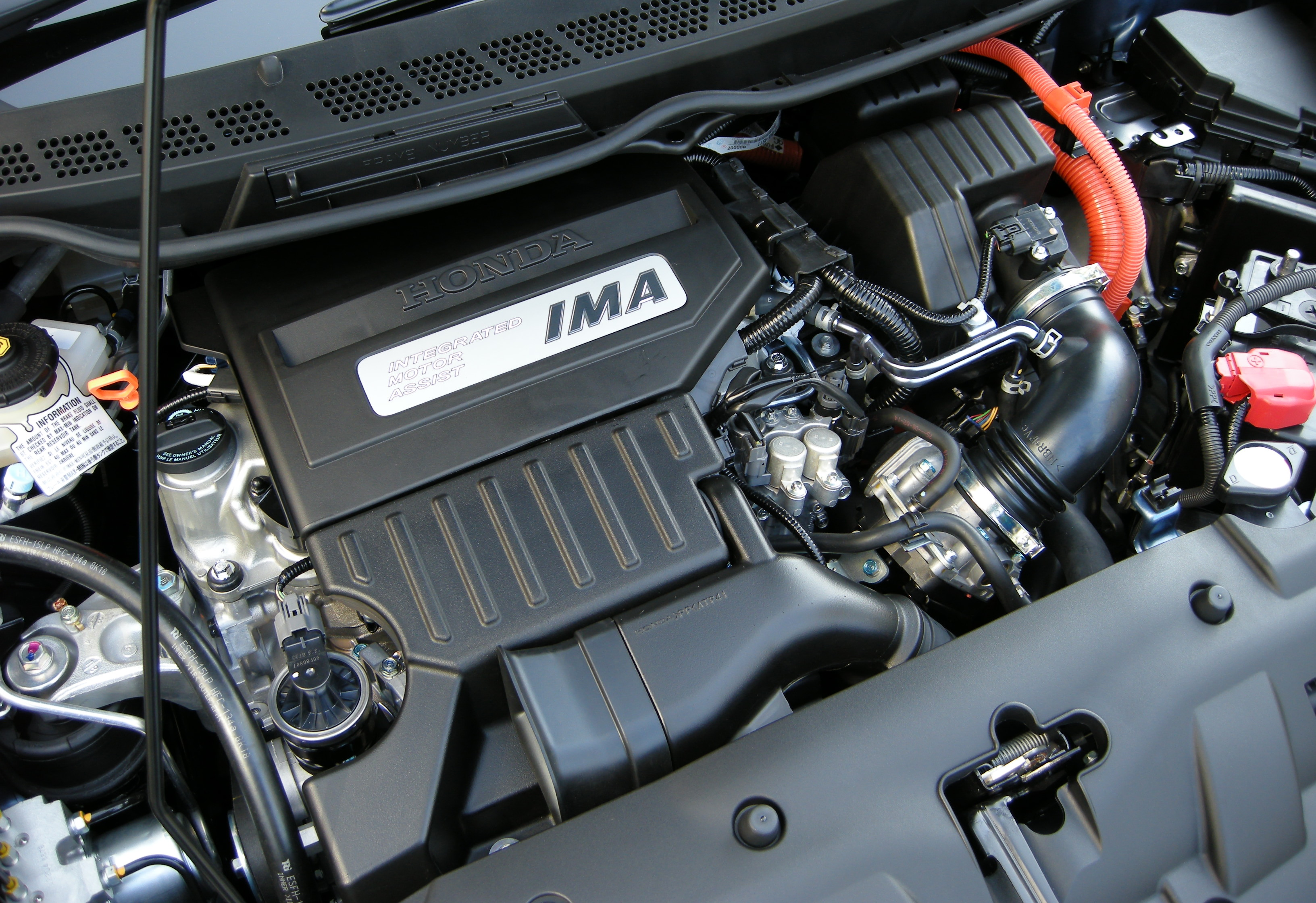
エンジンルーム
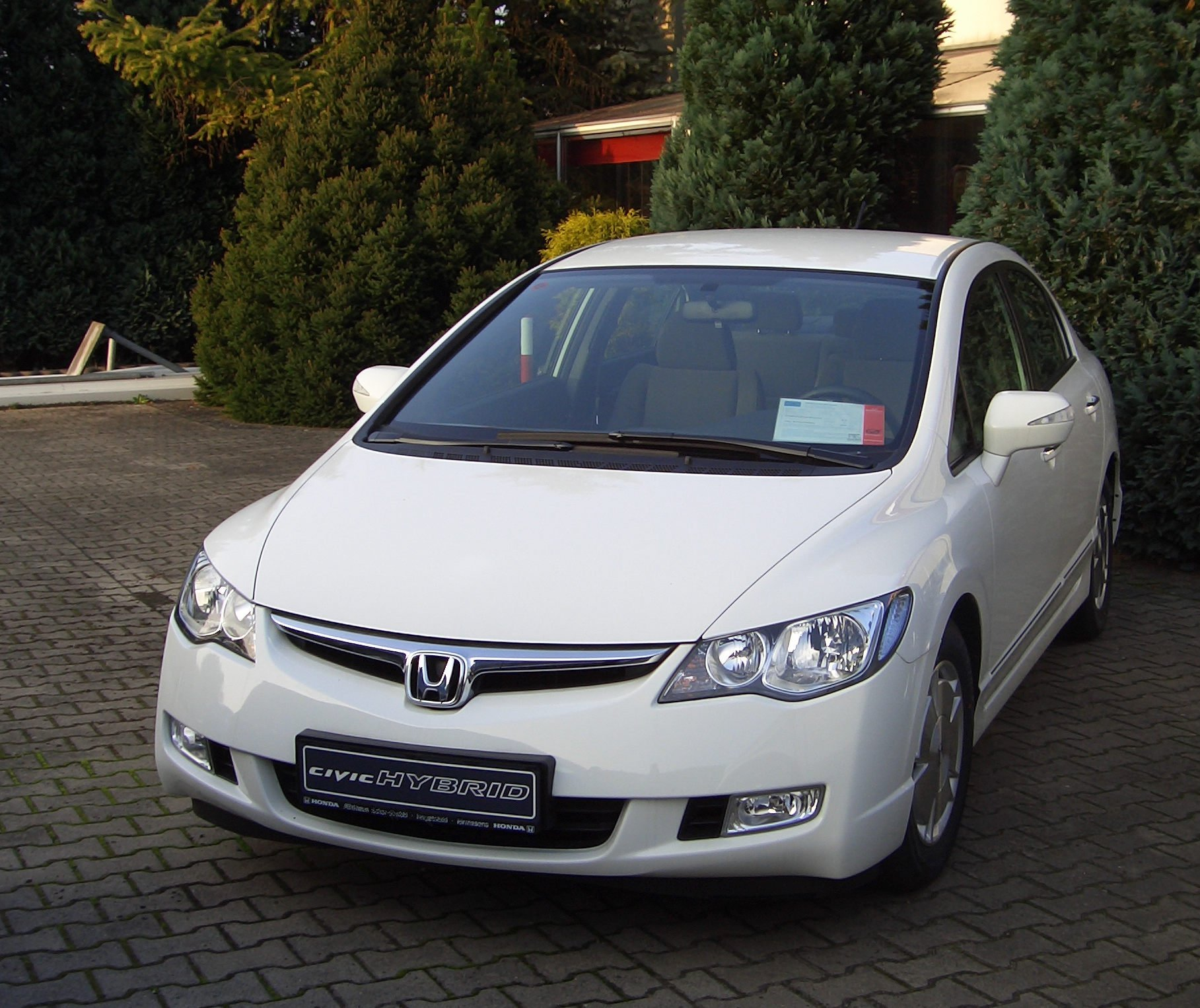
欧州モデル
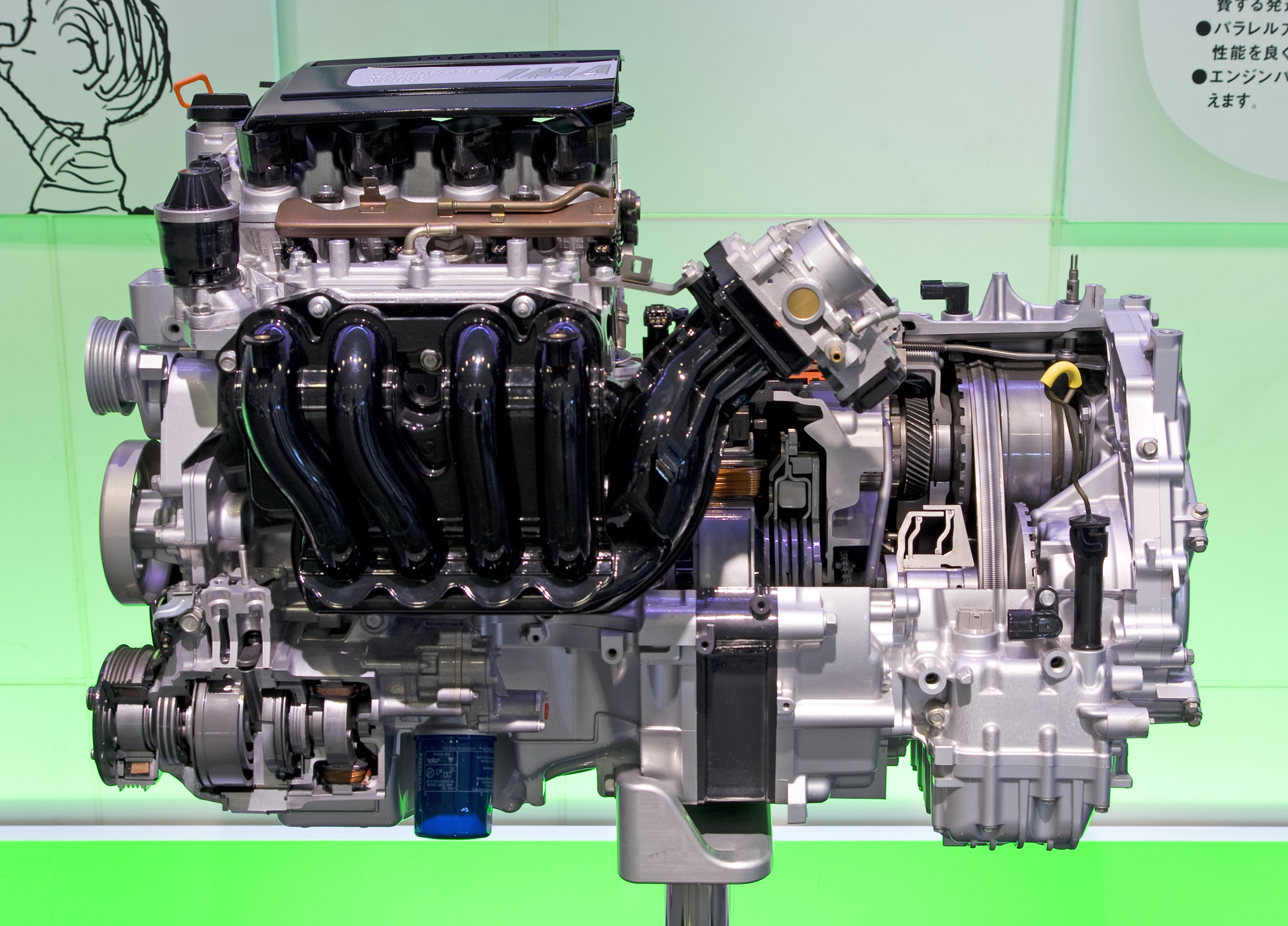
エンジン

## 3代目（2011年-2015年）
2010年12月14日に、9代目シビックは北米で発売することが発表され、その後9代目にはリチウムイオンバッテリーを搭載したハイブリッド車が存在することも発表された。
2011年4月20日に、ニューヨーク国際オートショーで市販車両が発表され、同時にアメリカでの販売が開始された。IMAシステムを採用し、先代のニッケル水素電池バッテリーに代わり、Honda製ハイブリッド車として初めて高出力のリチウムイオンバッテリーが採用された。3.6V×40セルの構成によりバッテリー電圧は144V、定格容量は4.5Ahとなり、先代ニッケル水素電池に比べてエネルギー密度が2倍、出力密度が4倍、出力が33%アップの20kWとなったが、体積は36%減の16L、重量も29%減の22kgとなった。
エンジンは1.5LのLEA型に改められ、i-VTECは気筒休止と通常の2ステージである。シリンダー周囲のウォータージャケットには、新たに樹脂素材のクーリングコントロールスペーサーが組み込まれた。冷却水の流れを一部制限することでシリンダー温度をより高く保ち、ピストンとシリンダーとのクリアランスを広げることで摩擦を低減し、0.8-1.0%の燃費向上を果たした。
モーターは大型化された上、極数が6極から8極となり、出力が17kWに向上されたが、軽量化と発熱の低減が図られた。動作電圧は、先代の132-211Vから108-172Vと低くなった。IMAシステムの高出力化やリチウムイオン電池による高効率化により、気筒休止EVモードでの走行可能距離も増えた。
システム出力は110hp/5,500rpm、172Nm/1,000-3,500rpmを発生、先代よりピークトルクレンジが広くなった。燃費はアメリカ合衆国環境保護庁（EPA）規格の市街地/高速道路/総合の各モードで、44/44/44mpgを実現した。なお、先代の2011年モデルは40/43/41mpgであった。
ハイブリッド専用デザインとして、エクステリアではブルーアクセントの入ったボディカラー同色フロントグリルやヘッドライトバルブカバー、5スポークアルミホイール、トランククリッドスポイラー、ブルーアクセントLEDブレーキライト、HYBRIDバッジなどがある。インテリアでもシートファブリックやドアパネルカバーが専用となる。
2014年モデルでは、空力性能向上や燃料ポンプ、イグニッションコイルの改良、エンジンセンサー周りのチューニング、ブレーキの回生効率の向上などにより、燃費が44/47/45mpgに向上した。広角ドアミラーや7インチタッチパネルコントローラーを新採用し、LaneWatchディスプレイ設定など、装備品のアップグレードもされている。